# Days of Glory

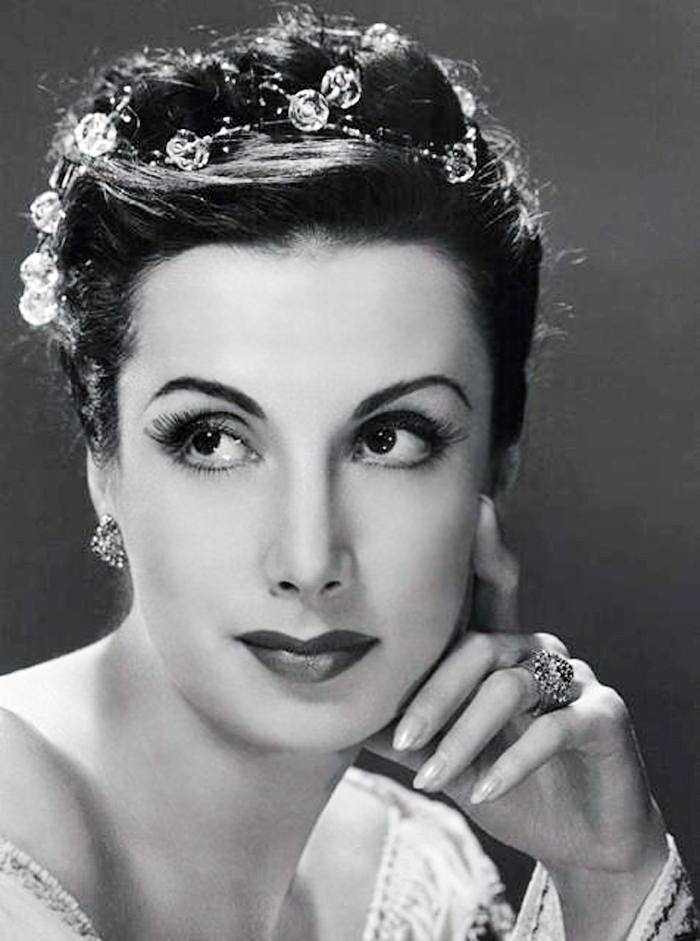
Conhecida como "A Pérola Negra do Balé Russo", Tamara Toumanova foi bailarina por quarenta anos. Estreou na Broadway em 1939 e no cinema em Days of Glory. Ela fez apenas outros seis filmes, o último deles, The Private Life of Sherlock Holmes, em 1970. Faleceu em 1996.

Days of Glory (Brasil: Quando a Neve Tornar a Cair ) é um filme estadunidense de 1944, do gênero drama de guerra, dirigido por Jacques Tourneur e estrelado por Tamara Toumanova e Gregory Peck.

## A produção
O filme foi feito com a intenção de louvar a bravura e a coragem da União Soviética durante a Segunda Guerra Mundial, num tempo em que os russos ainda não eram os vilões de plantão de Hollywood.
Para maior realismo, o produtor Casey Robinson decidiu-se, temerariamente, por um elenco formado somente por desconhecidos. Com isso, Gregory Peck, vindo da Broadway, fez sua estreia no cinema, assim como Tamara Toumanova, ex-primeira bailarina do Balé Russo de Monte Carlo e, à época, casada com o produtor.
Orçado em 958.000 dólares e muito elogiado quando do seu lançamento, o filme fracassou nas bilheterias, por uma série de motivos: ausência de nomes famosos, longos diálogos (e monólogos) sobre heroísmo, poesia e morte, interpretações pouco convincentes dos atores novatos e um final triste e depressivo.

## Sinopse
Em 1941, durante a invasão da União Soviética pela Alemanha nazista, a bela dançarina Nina junta-se a um bando de guerrilheiros. Aos poucos ela torna-se uma combatente de valor, enquanto se apaixona pelo líder Vladimir. O grupo, escondido atrás das linhas inimigas, nos arredores de Moscou, empreende uma série de ações destinadas a enfraquecer os invasores. Desnecessário dizer que a morte exigirá seu quinhão.

## Premiações
| Prêmio | Categoria                | Situação |
| ------ | ------------------------ | -------- |
| Oscar  | Melhores Efeitos Visuais | Indicado |

## Elenco
| Ator/Atriz       | Personagem |
| ---------------- | ---------- |
| Tamara Toumanova | Nina       |
| Gregory Peck     | Vladimir   |
| Alan Reed        | Sasha      |
| Maria Palmer     | Yelena     |
| Lowell Gilmore   | Semyon     |
| Hugo Haas        | Fedor      |
| Dena Penn        | Olga       |
| Glenn Vernon     | Mitya      |
| Igor Dolgoruki   | Dimitri    |
| Edward Durst     | Petrov     |
| Lou Straub       | Straub     |